# David Lovelock
David Lovelock (* 1938 in Bromley (London)) ist ein britischer Mathematiker und theoretischer Physiker.
Lovelocks Vater baute als Bauingenieur im Zweiten Weltkrieg Landepisten. 1947 zog die Familie nach Südafrika (und kehrte 1959 ohne David Lovelock zurück nach England). Lovelock studierte an der Universität von Natal mit dem Bachelor-Abschluss 1959 und wurde 1961 bei Hanno Rund an derselben Universität promoviert. 1962/63 war er Junior Fellow an der University of Bristol, an der er 1963 bis 1969 Lecturer war. 1969 wurde er Associate Professor und 1974 Professor für angewandte Mathematik an der University of Waterloo in Kanada (danach war er dort Adjunct Professor). Ab 1974 war er Professor an der University of Arizona, an der er 2004 emeritiert wurde.
Er befasst sich mit Differentialgeometrie, Variationsrechnung und allgemeiner Relativitätstheorie.
1971 stellte er eine Verallgemeinerung der einsteinschen Gravitationstheorie auf höhere Dimensionen dar (sie ist ebenfalls eine metrische Theorie und stimmt in drei und vier Dimensionen mit Einsteins Theorie überein). Er bewies dabei auch einen Satz, der die Einzigartigkeit der einsteinschen Feldgleichungen in vier Raum-Zeit-Dimensionen zeigte: der einzige divergenzfreie symmetrische (0,2)-Tensor, der lokal von den zweiten Ableitungen der Metrik abhängt, ist der Einstein-Tensor.
1974 erhielt er einen D.Sc. an der Universität von Natal.
1967 heiratete er Fiona Armstrong, mit der er zwei Töchter hat.

## Schriften
- The uniqueness of the Einstein field equations in a four-dimensional space, Archive for Rational Mechanics and Analysis, Band 33, 1969, S. 54–70.
- The Einstein tensor and its generalizations, Journal of Mathematical Physics, Band 12, 1971, S. 498–502
- The four-dimensionality of space and the Einstein tensor, Journal of Mathematical Physics, Band 13, 1974, S. 874–876.
- mit Hanno Rund: Tensors, Differential Forms, and Varational Principles, 1975, Dover 1990 (mit neuem Anhang über globale Geometrie)
- mit Hanno Rund: Variational Principles in the General Theory of Relativity, Jahresbericht DMV, Band 74, 1972, S. 1–65, SUB Göttingen